# Xylotrupes meridionalis
Xylotrupes meridionalis är en skalbaggsart som beskrevs av Heinrich Bernward Prell 1914. Xylotrupes meridionalis ingår i släktet Xylotrupes och familjen Dynastidae. Inga underarter finns listade i Catalogue of Life.